# Dracaena cerasifera
Dracaena cerasifera là một loài thực vật có hoa trong họ Măng tây. Loài này được Hua mô tả khoa học đầu tiên năm 1897.